# Нанобактерии

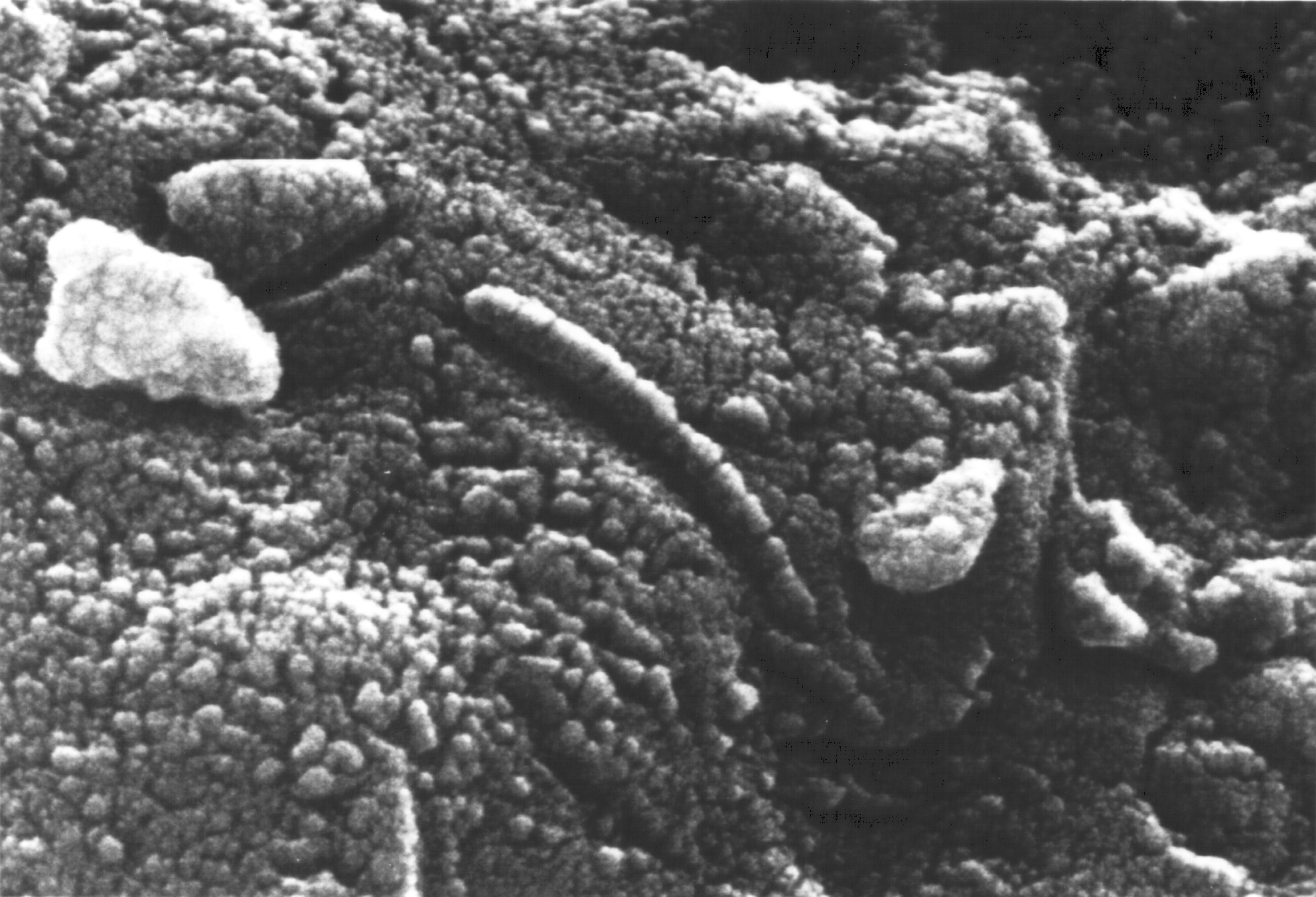
Структуры, напоминающие нанобактерии, найденные в образцах марсианского метеорита ALH 84001

Нанобактерии — минеральные структуры круглой или овальной формы, размер которых составляет от 30 до 200 нм. Природа их существования вызвала один из самых значительных споров в современной микробиологии. Последние результаты окончательно исключили существование нанобактерий как живых организмов и указали на парадоксальную роль подавляющего минерализацию белка в формировании этих саморазвивающихся минеральных комплексов, которые было предложено назвать nanons.
В научно-популярном журнале Scientific American эпизод с нанобактериями был назван «холодным синтезом в микробиологии», привлекая в качестве аналогии известный пример серии ошибочных научных работ. Но хотя теперь окончательно установлено, что нанобактерии — это неживые кристаллизованные наночастицы минералов и органических молекул, эти наносущности, возможно, играют важную роль в здоровье человека.

## История
Термин «нанобактерии» впервые ввёл Ричард Морита в 1988, однако первооткрывателем нанобактерий считается Роберт Фолк. Начиная с 1992 года, он опубликовал серию работ по нанобактериям.
Нанобактерии впервые были обнаружены геологами на минеральных поверхностях, а затем такие структуры были найдены в организме человека и крови коровы.
Вид Nanobacterium sanguineum был предложен в 1998 году для объяснения определённых видов патологического отвердения (апатит в почечных камнях) финским исследователем Олави Каяндером и турецкой исследовательницей Чифтчиоглу, работавшими в университете Куопио в Финляндии. По их данным, частицы самокопировались в микробиологической культуре, и исследователи сообщили о ДНК в этих структурах. Они также указывали на то, что нанобактерии оказались стойкими ко всем усилиям в их устранении: мало того, что эти частицы делали больными культивируемые клетки, они сопротивлялись обычным методам стерилизации при высокой температуре, моющим средствам и лечении антибиотиками.
В 2004 году команда доктора Джона Лиски из клиники Мейо в Рочестере сообщила, что изолировала нанобактерии от больных артритом и почечными камнями. Их результаты были опубликованы в 2004 и 2006 годах.
Олави Каяндер и Нева Чифтчиоглу в 2000 году основали в Финляндии компанию NanobacOY для разработки медицинских диагностических комплектов идентификации нанобактерий и разработки способов лечения болезней отвердения. Компания была поглощена в 2003 Nanobac Pharmaceuticals, Inc.
В дальнейшем было показано, что рост нанобактерий связан не с тем, что они живые, а с тем, что рост наночастиц происходит при наличии в окружающей среде (организме) любых легкодоступных белков, которые способны связываться с кальцием и апатитом. Было показано, что антитела, проданные в качестве диагностических средств определения нанобактерий компанией Nanobac, фактически обнаруживают белки fetuin-A и альбумин.

## Начальные теории
Были предположения о следующих характеристиках нанобактерий:
1. Они имеют исключительно малый («недопустимый для прокариот») размер клеток, сопоставимый с размером мельчайших вирусов;
2. Не содержат средств репликации ДНК, а нуклеиновые кислоты выделить не удалось[8];
3. Скорость роста нанобактерий исключительно низкая — примерно в 10 000 раз меньше, чем скорость роста бактерий;
4. Метаболизм нанобактерий, по-видимому, сильно отличается от метаболизма других организмов и тесно связан с процессами биоминерализации.

Для объяснения наблюдаемых особенностей нанобактерий финские исследователи Каяндер, Бьёрклунд и Чифтчиоглу предложили следующую теорию:
1. Нанобактерии не синтезируют собственные аминокислоты (и, возможно, нуклеотиды), а используют уже готовые, полученные из окружающей среды, таким образом являясьгетеротрофами, хотя это утверждение будет не вполне верным, в силу их своеобразной природы.
2. Нанобактерии не синтезируют жирные кислоты, а используют уже готовые. В случае нехватки экзогенных жирных кислот мембранные липиды частично заменяются фосфатом кальция;
3. У нанобактерий отсутствуют энергоёмкие системы активного транспорта, характерные для про- и эукариотических клеток. Транспорт веществ в клетку и из клетки осуществляются за счёт диффузии и броуновского движения, чему способствуют ультрамикроскопические размеры клетки;
4. Концентрация растворённых веществ и, следовательно, осмотическое давление внутри нанобактерий не отличается от окружающей среды. В связи с этим нанобактериям не требуются энергозатратные системы поддержания внутриклеточного гомеостаза.

## Сведения о нанобактериях
Главный элемент нанобактерий — апатит, но эти частицы также составлены из других неопознанных составов. Нанобактерии вызывают иммунный ответ у мышей. Существуют сведения, что в нанобактериях присутствует белок фетуин (мощный ингибитор скелетного отвердения и формирования апатита), на который и происходит иммунный ответ организма с выработкой антител (анти-фетуин). Было также показано, что нанобактерии саморазмножаются при наличии витаминов, а без них рост прекращается.
Другими исследователями показано, что нанобактерии вступают в связь с рядом других белков — альбумином, аполипопротеинами. Было также показано, что формирование нанобактерий связано с процессом кальцификации.
Рост подобных «биоморфных» неорганических преципитатов изучен в публикации в журнале Science, в которой показано образование похожих на живые организмы преципитатов витерита путём кристаллизации из растворов хлорида бария и силикатов. Как отмечают авторы данного исследования, поразительная схожесть данных преципитатов с предполагаемыми нанобактериями говорит о том, что исследователи не должны полагаться лишь на морфологию как на доказательство наличия жизни у исследуемых объектов.

## Нанобактерии — не живые организмы
Было показано, что нанобактерии не являются живыми организмами, и наблюдаемые явления связаны с кристаллизацией гидроксифосфатов кальция (апатита), при этом молекулы апатита являются центром кристаллизации, с чем связаны наблюдаемый «рост» и «размножение» кристаллов гидроксиапатита (также как и «пересев» на свежую среду). Ранние заявления о секвенированных последовательностях 16S рРНК «нанобактерий» связаны с контаминацией проб (нуклеотидная последовательность 16S рРНК «нанобактерий» неразличима с таковой у Phyllobacterium mysinacearum — бактерии, часто являющейся причиной контаминации проб в полимеразной цепной реакции), показано также и отсутствие нуклеиновых кислот и белка в «колониях нанобактерий», состоящих из кристаллов апатита. Сделано заключение, что описание таких видов, как Nanobacterium sanguineum и Nanobacterium sp., сделано по ошибке.
Причиной образования аморфных сферических частиц гидроксиапатита и карбоната кальция является наличие в сыворотке крови некоторых веществ, замедляющих кристаллизацию гидроксиапатита и карбоната кальция, что приводит к осаждению соединений кальция в виде сферических аморфных частиц, напоминающих бактерии. Наличие же «антигенов» у нанобактерий связано с преципитацией альбумина на поверхности аморфных частиц соединений кальция.

## Нанобактерии и влияние на здоровье организма
Ряд учёных признаёт, что «нанобактерии» могут играть роль в здоровье организма. Так, например, признаётся, что подобные им частицы, произведённые посредством естественного процесса, участвуют в кальциевом обмене в организме человека. Но ещё слишком рано говорить, как выясненное явление «нанобактеризации» может использоваться в терапевтических подходах.

## Нанобактерии и возникновение жизни
Изменяя состав среды, можно изменять конституцию комплексов из наночастиц и возможно спроектировать нанобактериоподобные частицы по любому предписанному составу. Используя этот процесс, учёные создали комплексы, которые названы бионами (bions). Бионы могут подражать биологическим формам и кажутся живыми. Понимание того, как образовывались мелкие частицы из минералов в комплексе с органическими молекулами, может пролить свет на появление жизни на Земле миллиарды лет назад.

## Фильмография
- «Инопланетяне из подземного мира» (англ. Alien Underworld) — научно-популярный фильм, снятый Sonya Pembertoni, Tattooed Medua Production и Da Vinci в 2002 г.